# Альберто Тарантіні
Альбе́рто Таранті́ні (ісп. Alberto Tarantini, нар. 3 грудня 1955, Есейса) — аргентинський футболіст, що грав на позиції захисника.
Відомий за виступами у складі аргентинських клубів «Бока Хуніорс» та «Рівер Плейт», у низці європейських клубів, а також у складі національної збірної Аргентини.
Чотириразовий чемпіон Аргентини. Володар Кубка Лібертадорес. Володар Міжконтинентального кубка. У складі збірної — чемпіон світу.

## Клубна кар'єра
У дорослому футболі дебютував 1973 року виступами за команду клубу «Бока Хуніорс», в якій провів чотири роки, взявши участь у 179 матчах чемпіонату. Більшість часу, проведеного у складі «Бока Хуніорс», був основним гравцем захисту команди. За цей час двічі виборював титул чемпіона Аргентини, ставав володарем Кубка Лібертадорес, володарем Міжконтинентального кубка.
На початку 1978 року розірвав контракт із «Бока Хуніорс», і лише після домашнього чемпіонату світу уклав контракт із англійським «Бірмінгем Сіті», для якого футболіст обійшовся у 295 тисяч фунтів стерлінгів.
Провівши в Англії один рік, повернувся на батьківщину, де нетривалий час виступав за менш відомий клуб «Тальєрес», а з початку 1980 року перейшов у столичний «Рівер Плейт», у якому виступав до 1983 року. Протягом цих років додав до переліку своїх трофеїв ще два титули чемпіона Аргентини. У 1982 року був одним із претендентів на звання футболіста року Південної Америки, але у підсумковому розподілі місць поділив 9—11 місце із перуанцем Хуліо Урібе та гондураським футболістом Хуліо Арсу.
У 1983 році знову вирушив до Європи, де спочатку виступав за французькі клуби «Бастія» та «Тулуза». Завершив професійну ігрову кар'єру у швейцарському клубі «Санкт-Галлен», за команду якого виступав протягом 1988–1989 років.

## Виступи за збірну
1974 року дебютував в офіційних матчах у складі національної збірної Аргентини. Протягом кар'єри у національній команді, яка тривала 9 років, провів у формі головної команди країни 61 матч, забивши 1 гол.
У складі збірної був учасником чемпіонату світу 1978 року в Аргентині, здобувши того року титул чемпіона світу. На переможному для збірної Аргентини чемпіонаті увійшов до символічної збірної першості разом із співвітчизниками Убальдо Фільйолем, Даніелем Пассареллою, Даніелем Бертоні та Маріо Кемпесом. За свою футбольну кар'єру був також учасником чемпіонату світу 1982 року в Іспанії.

## Титули і досягнення
- Чемпіон Аргентини (4):

«Бока Хуніорс»: 1976 (Метрополітано), 1976 (Насьйональ): «Рівер Плейт»: 1980 (Метрополітано), 1981 (Насьйональ)
- Володар Кубка Лібертадорес (1):

«Бока Хуніорс»: 1977
- Володар Міжконтинентального кубка (1):

«Бока Хуніорс»: 1977
- Чемпіон світу (1):

1978